# Давид Димитриевич
Давид Димитриевич (на сръбски: Давид Димитријевић или David Dimitrijević) е сръбски революционер, един от най-важните организационни работници на Сръбската пропаганда в Македония.

## Биография
Роден е в 1874 година в Гниляне, тогава в Османската империя, днес в Косово. Завършва основно училище в родния си град. Като ученик в четвърти клас на Призренската семинария той е извикан в Скопие през 1891 година от сръбски консул в града Владимир Карич, тъй като има спешна нужда от учител в новооткритото училище в село Клиновац в Прешевска каза, на самата граница на Сърбия и Османската империя. Като способен и смел учител Димитриевич е изпратен от Скопското консулство и Скопската митрополия в най-чувствителните места, където сръбските учители са заплашени от убийство от българските революционни дейци от ВМОРО. До 1904 година Давидович работи като учител в сръбските училища във велешкото Башино село, в Злетово и в Крива паланка.
В 1904/1905 година Димитриевич е директор на сръбските велешки училища. Работи заедно с Йован Бабунски, тогава учител във Велес, и му повлиява да стане нелегален и да поведе сръбска чета. Заради излизането на Бабунски в гората Димитриевич е арестуван, но след намесата на сръбската дипломация е освободен. От 1906 година Димитриевич е управител на сръбските училища в Куманово, а тайно е председател на Кумановския комитет на сръбската четническа организация под кодовото име Люборад. Заради работата си с четите през същата година е арестуван и осъден на доживотен затвор, но скоро е помилван след намеса на руската дипломация. През 1908 година става председател на Централния комитет на сръбската четническа организация в Скопие.
След Младотурската революция в 1908 година е делегат на Първата сръбска конференция, провела се между 12 и 15 август 1908 година в Скопие, на която е основана Сръбска демократическа лига в Османската империя. Още преди конференцията той е избран за член на Временния централен комитет на османските сърби, тоест на сръбската политическа организация в Османската империя. В 1908 година основава вестник „Вардар“, орган на сръбската национална организация в Османската империя, както и първата сръбска печатница и книжарница в Скопие. Давидович ръководи „Вардар“ до забраната му от османските в 1910 година, след което започва издаването на вестник „Законитост“.
Участва в Първата световна война. След войната живее в Скопие като пенсиониран учител. Избран е за депутат от Скопие през 1925 година.